# Miguel Monteiro
Miguel Monteiro (Lisboa, 17 de Maio de 1965) é um jornalista e actor português.

## Carreira
Iniciou a sua carreira jornalística na revista Mais, dirigida por Carlos Cruz, em 1983. Durante três anos trabalhou no Jornal Expresso e em 1987 fez parte da equipa fundadora da rádio TSF, dirigida por Emídio Rangel. Pelo seu trabalho radiofónico venceu o Prémio Gazeta de Jornalismo colectivo à TSF em 1988 pela cobertura do incêndio do Chiado e o Se7e de Ouro de Melhor Jornalista de Rádio de 1989 e 1990.
Foi Director-Adjunto de João Gobern no semanário de espectáculos Se7e, colaborador ocasional de várias rádios, jornais e revistas. Trabalhou com o realizador Fernando Matos Silva nos programas da RTP Tempos Modernos, criado e apresentado por Pedro Rolo Duarte, e Cinemagazine e colaborou com Carlos Cruz em Carlos Cruz Quarta-Feira.
Em 1992, a convite de Emídio Rangel integrou a equipa fundadora da primeira estação privada de televisão em Portugal, a SIC de Francisco Pinto Balsemão, onde esteve até 2007.
Além de ser um dos responsáveis da informação do canal, Miguel Monteiro foi ainda criador e produtor de vários programas de sucesso. Entre eles Grandes Planos apresentado por Catarina Furtado, Mundo Vip apresentado por Felipa Garnel, Paulo Pires e Margarida Pinto Correia e Cinemania apresentado por Rodrigo Guedes de Carvalho e Mário Augusto.
Miguel Monteiro foi o primeiro jornalista português a cobrir em Los Angeles os Óscares da Academia, em 1989. Além de várias cerimónias, acompanhou também para Portugal muitos outros eventos nos Estados Unidos, como várias entregas dos Prémios do Cinema Independente Spirit Awards ou a festa dos 80 anos de Frank Sinatra. Entre as estrelas que conheceu e entrevistou contam-se Anthony Quinn, Robert Mitchum, Lauren Bacall, Gena Rowlands, Maureen O'Hara, Shirley MacLaine, Julia Roberts, Tom Cruise, Robert Redford, Robert Wise, Sydney Pollack, entre outros.
No final dos anos 1980, foi coordenador de imprensa da peça Zerlina encenada por João Perry e interpretada por Eunice Muñoz. Foi também a voz off das peças Democracia encenada por João Lourenço no Teatro Aberto em Lisboa (2004), Sonho de Verão dirigida por João Botelho no Centro Cultural de Belém (2005) com Suzana Borges e Sinatra - Blue Eyes no Teatro Tivoli em Lisboa (2008).
Fez como actor vários filmes de realizadores como João Botelho, António-Pedro Vasconcelos, Fernando Lopes, José Fonseca e Costa, Rodrigo Areias, António Ferreira, Peter Greenaway, Raul Ruiz, Fanny Ardant, Valeria Sarmiento, João Mário Grilo, Welket Bungué ou Afonso Pimentel, entre muitos outros. Em televisão, participou em várias séries como Conta-me Como Foi, Um Lugar para Viver, Sim, Chef!, Madre Paula, Três Mulheres, Sul e nas mini-séries Amália (2009) e República (2010) na RTP. Para a TVI fez, entre outros trabalhos, Equador, Morangos com Açúcar e as novelas Anjo Meu e Ouro Verde (Emmy Internacional de Melhor Telenovela) e na SIC participou em novelas como Amor Maior e Alma e Coração.
No ano de 2010 gravou vários episódios da novela da Rede Globo Passione de Denise Saraceni e Carlos Araujo onde contracenou com Fernanda Montenegro e dois anos mais tarde fez para o Canal Plus francês a série Maison Close.
Director de Comunicação do Estoril Film Festival nas edições de 2007, 2009, 2010 e 2012, Miguel Monteiro assumiu entre Fevereiro e Agosto de 2010 o cargo de Director Editorial da Revista Premiere e foi coordenador do programa de cinema Janela Indiscreta com Mário Augusto (2010 a 2015). Entre 2014 e 2017 pertenceu à direção da Academia Portuguesa de Cinema.
Em 2018 fez parte da equipa da SP Entertainment que produziu com a RTP o Eurovision Song Contest em Lisboa.

## Cinema
- Amo-te Imenso (2023), de Hermano Moreira
- Campo de Sangue (2022), de João Mário Grilo
- Sombra (2021), de Bruno Gascon
- Mister Mayfair (2021), de Philippe Martinez
- Corte (2020), curta-metragem de Afonso Rapazote e Bernardo Rapazote (Escola Superior de Teatro e Cinema)
- Noite em Claro (2020), de Felipe Bragança
- A Fábrica (2019), curta-metragem de Diogo Barbosa
- Pedro e Inês (2018), de António Ferreira
- Ruth (2018), de António Pinhão Botelho
- Lovers on Borders (2018), de Atsushi Funahashi
- O Grande Circo Místico (2018), de Cacá Diegues
- Portugal Não Está à Venda (2018), de André Badalo
- Jacinta (2017), de Jorge Paixão da Costa
- Le Divan de Staline (2016), de Fanny Ardant
- 2 Minutos (2016), de Afonso Pimentel (produção)
- A Mãe é que Sabe (2016), de Nuno Rocha
- Axilas (2016), de José Fonseca e Costa
- O Amor é Lindo ... Porque Sim! (2016), de Vicente Alves do Ó, participação especial
- Dr. Jekyll and Mr. Hyde (2015), de B. Luciano Barsuglia (co-produtor do filme)
- Ornamento e Crime (2015), de Rodrigo Areias
- Bastien (2015), curta-metragem de Welket Bungué
- Encontradouro (2014), curta-metragem de Afonso Pimentel
- Casanova Variations (2014), de Michael Sturminger
- Os Maias - Cenas da Vida Romântica (2014), de João Botelho
- Cadences Obstinées (2013), de Fanny Ardant, figuração especial
- 3X3D: Just in Time (2013), de Peter Greenaway
- Ao Deus Dará (2013), curta-metragem de Tiago Rosa-Rosso
- Vil (2013), curta-metragem de António Pinhão Botelho
- As Linhas de Torres (2012), de Valeria Sarmiento
- Pó (2012), curta-metragem de Afonso Pimentel
- Em Câmara Lenta (2011), de Fernando Lopes
- Mistérios de Lisboa (2011), de Raul Ruiz, mini-série
- Je m'Appelle Bernadette (2010), de Jean Sagols
- Né (2011), curta-metragem de Rodrigo Duvens Pinto
- Mistérios de Lisboa (2010), de Raul Ruiz
- Duas Mulheres (2009), de João Mário Grilo
- Um Amor de Perdição (2008), de Mário Barroso
- A Corte do Norte (2008), de João Botelho
- Veneno Cura (2008), de Raquel Freire
- Do Outro Lado do Mundo (2008), de Leandro Ferreira
- Call Girl (2007), de António-Pedro Vasconcelos
- Corrupção (2007), de João Botelho
- The Lovebirds (2007), de Bruno de Almeida
- A Luz na Ria Formosa (2005), de João Botelho, narração
- O Fatalista (2005), de João Botelho
- Siamese Cop (1998), de Paul Morris

## Televisão
- O Ano da Morte de Ricardo Reis (2021), minissérie de João Botelho
- Quer o Destino (2020), novela TVI/Plural de Francisco Antunez e João Gomes (participação)
- Terra Brava (2019), novela SIC/SP, de Jorge Queiroga (participação)
- Sul (2019), série RTP/Arquipélago Films de Ivo M. Ferreira
- Férias em Família (2019), série Multishow/GloboSat (Brasil) de Pablo Uranga
- O Livro Negro do Padre Dinis (2019), minissérie de Valeria Sarmiento
- Ruth: A Pérola do Índico (2019), minissérie CMTV/RTP/Leopardo Filmes de António Pinhão Botelho
- Alma e Coração (2018), novela SIC/SP de Hugo Xavier
- 3 Mulheres (2018), série RTP/David&Golias de Fernando Vendrell
- Inspetor Max (2018), série TVI/Coral, de Carlos Dante e Paulo Rodrigues
- Espelho d'Água (2017), novela SIC/SP de Duarte Teixeira (participação)
- Madre Paula (2017), série RTP/Vende-se Filmes de Rita Nunes
- Jacinta (2017), minissérie TVI/Coral de Jorge Paixão da Costa
- Ouro Verde (2017), novela TVI/Plural de Hugo de Sousa
- Sim, Chef! (2017), série RTP/Valentim de Carvalho de Francisco Antunez
- Ministério do Tempo (2017), série RTP/Iniziomédia de Bruno Cerveira
- Amor Maior (2016), novela SIC/SP de Jorge Cardoso
- Miúdo Graúdo (2016), série RTP/Endemol, de Márcio Loureiro e José Manuel Fernandes
- Coração d'Ouro (2015/16), novela SIC/SP, de Sérgio Graciano (participação)
- Poderosas (2015), novela SIC/SP de Manuel Pureza, Duarte Teixeira
- Filho da Mãe (2015), série Canal Q de António Pinhão Botelho
- Mata Hari (2015), série Star Media, de Julius Berg
- Mulheres (2014), novela TVI/Plural (participação)
- Água de Mar (2014), série RTP/Coral, de Paulo Brito
- O Beijo do Escorpião (2014), novela TVI/Plural (participação)
- Sol de Inverno (2013), novela SIC/SP(participação)
- Maison Close (2013), de Mabrouk El Mechri
- Anjo Meu (2011), novela TVI, coordenação de projecto de António Borges Correia
- República (2010), de Jorge Paixão da Costa, mini-série
- Passione (2010), novela TV Globo de Denise Saraceni
- Um Lugar para Viver (2009), de Artur Ribeiro e José Manuel Fernandes
- Morangos com Açúcar - Série 6 de Verão (2009), coordenação de projecto de Hugo de Sousa
- Equador (2009), de André Cerqueira, Artur Ribeiro e José Manuel Fernandes
- Conta-me como Foi - Episódio Pequenas Conquistas (2009), de Jorge Queiroga
- Conta-me Como Foi - Episódio Montéquios e Capuletos (2008), de Fernando Ávila
- Amália - a Série (2008), de Carlos Coelho da Silva, mini-série
- Casos da Vida: Último Recurso (2008), de Lourenço Mello, tele-filme
- Regresso a Sizalinda (2006), de Jorge Queiroga
- Roman Holiday (1987), de Noel Nosseck, telefilme (figuração)